# Minnie and Moskowitz
Minnie and Moskowitz és una pel·lícula estatunidenca dirigida per John Cassavetes, estrenada el 1971.

## Argument[calcitació]
Seymour Moskowitz és guardià d'un parking a Nova York. Cansat d'aquesta ciutat decideix marxar a Los Angeles per tal de fer el mateix treball. Coneix Minnie Moore, empleada en un museu d'art modern, mentre intenta escapar-se d'un pretendent.

## Repartiment
- Gena Rowlands: Minnie Moore
- Seymour Cassel: Seymour Moskowitz
- Val Avery: Zelmo Swift
- Timothy Carey: Morgan Morgan
- Katherine Cassavetes: Sheba Moskowitz
- Elizabeth Deering: una noia
- Elsie Ames: Florence
- Lady Rowlands: Georgia Moore
- Holly Near: un irlandés
- Judith Roberts: la dona de l'irlandés
- Jack Danskin: Dick Henderson
- Eleanor Zee: Madame Grass